# Coleocentrus excitator
Coleocentrus excitator är en stekelart som först beskrevs av Nikolaus Poda von Neuhaus 1761.  Coleocentrus excitator ingår i släktet Coleocentrus och familjen brokparasitsteklar. Enligt den finländska rödlistan är arten nära hotad i Finland. Arten är reproducerande i Sverige. Artens livsmiljö är moskogar. Inga underarter finns listade i Catalogue of Life.